# Tephrosia seminole
Tephrosia seminole är en ärtväxtart som beskrevs av Lloyd Herbert Shinners. Tephrosia seminole ingår i släktet Tephrosia och familjen ärtväxter. IUCN kategoriserar arten globalt som otillräckligt studerad. Inga underarter finns listade i Catalogue of Life.